# Пальмира (атолл)
Ато́лл Пальми́ра (англ. Palmyra Atoll) — необитаемый атолл площадью 12 км² (суша — 3,9 км²), располагающийся в приэкваториальной зоне Тихого океана. Атолл находится к югу от Гавайских островов в группе островов Лайн. Инкорпорированная неорганизованная территория США.

## География

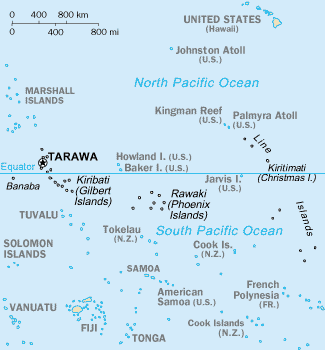
Карта центрального района Тихого океана.

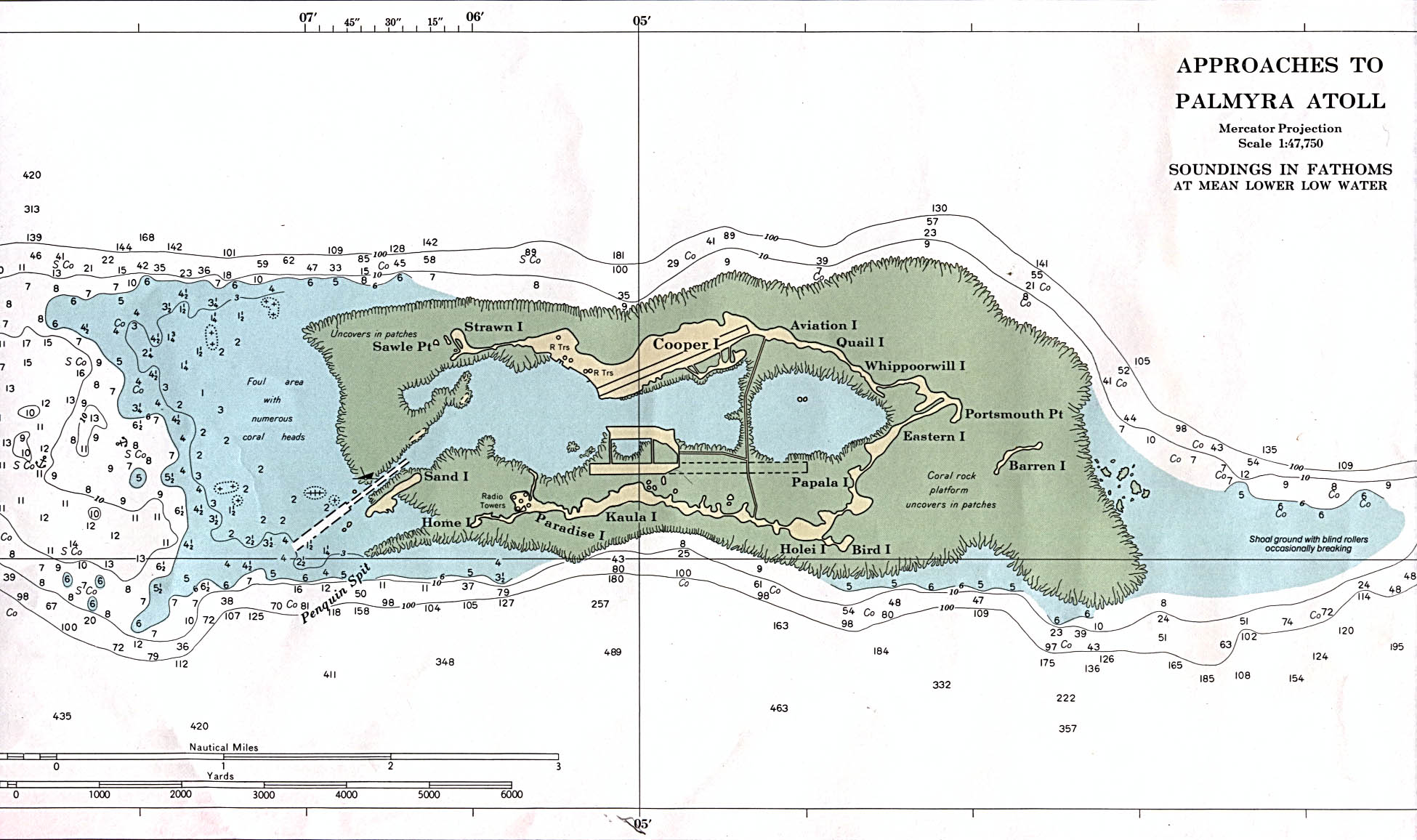
Атолл Пальмира

Атолл состоит из плоских коралловых островков (около 50), образующих незамкнутое кольцо и поднимающихся над уровнем океана до 2 м. Протяжённость береговой линии — 14,5 км. Островки окаймлены коралловым рифом, имеют несколько внутренних лагун. Они покрыты густой травяной и кустарниковой растительностью. Имеются кокосовые пальмы и разновидность бальзового дерева (высота — до 30 м). Атолл является также пристанищем для морских птиц.
Климат — экваториальный, жаркий, с большим количеством дождей. Среднегодовое количество осадков составляет примерно 4445 мм в год. Среднегодовая температура — +30 °C. Природные ресурсы — небольшие запасы древесины.

## История
Первым атолл увидел американский капитан Эдмунд Фаннинг (англ. Edmund Fanning) в 1798 году, когда его корабль «Бетси» был на пути в Азию. Первые люди высадились на атолл 7 ноября 1802. В этот день корабль «Пальмира» американского капитана Соула (англ. Sawle) потерпел крушение на атолле.
26 февраля 1862 года Камеамеа IV, король Гавайев, издал приказ об экспедиции на атолл с целью включения острова в свои владения. 15 апреля 1862 года атолл Пальмира был аннексирован Гавайским королевством, а в 1889 году — Великобританией. В 1898 году Гавайи и атолл перешли под юрисдикцию США и в 1912 году присоединен к ним административно. Во время Второй мировой войны центральная лагуна и прилегающие к ней островки использовались ВВС Армии США для посадки самолётов. После войны некоторое время на атолле производилась копра, а затем атолл перешел в частное владение. В 1959 году, когда Гавайи получили статус штата, Пальмира была юридически отделена от них и является в настоящее время инкорпорированной (неотъемлемой частью США, на которой действует Конституция США в полном объёме) неорганизованной (не имеющей местного самоуправления и управляемой непосредственно из Вашингтона) территорией в составе США. Сейчас на острове находится от 4 до 20 человек из частной Организации сохранения природы и Министерства внутренних дел США.
На самом крупном из островков атолла имеется полузаросшая взлётно-посадочная полоса, пригодная для принятия небольших самолётов.
Дороги, построенные во время Второй мировой войны, в основном поросли травой и пришли в негодность.